# Marjorie Kane
Marjorie Kane (Chicago, 28 aprile 1909 – Los Angeles, 8 gennaio 1992) è stata un'attrice statunitense, occasionalmente accreditata come Babe Kane.

## Filmografia parziale
- Border Romance, regia di Richard Thorpe (1929)
- Up Popped the Ghost, regia di Babe Stafford (1932)
- The Dentist, regia di Leslie Pearce (1932)
- Gioia di vivere (Merrily We Live), regia di Norman Z. McLeod (1938)